# And death shall have no dominion
„And death shall have no dominion“ je báseň velšského básníka Dylana Thomase. Název básně pochází z Listu Římanům, což je součást Nového zákona. Poprvé vyšla v roce 1933 v květnovém čísle magazínu The New English Weekly. V září roku 1936 vyšla báseň ve sbírce Twenty-Five Poems. Herec George Clooney recituje část básně ve filmu Solaris z roku 2002. Velšský hudebník a skladatel John Cale tuto báseň zhudebnil v roce 2016 při svém koncertu v Cardiffu – recitoval ji Michael Sheen.
V češtině báseň vyšla knižně poprvé v roce 1958 ve výboru Zvláště když říjnový vítr (SNKLHU) v překladu Jiřiny Haukové pod názvem „A vláda smrti skončí“. Ve výboru Kapradinový vrch (Mladá fronta, 1965) vyšel revidovaný překlad, rovněž od Jiřiny Haukové, pod názvem „A smrt již nebude panovat“. Ve výboru Svlékání tmy (Československý spisovatel, 1988), který přeložil Pavel Šrut, vyšla báseň pod názvem „A panství smrti pomine“.